# Adela Zamudio
Adela Zamudio, także Soledad (pol. „samotna”) (ur. 11 października 1854 w Cochabamba, zm. w 1928 tamże) – boliwijska poetka i pisarka.

## Życiorys
Zamudio urodziła się 11 października 1854 roku w zamożnej rodzinie w Cochabambie. Najpierw uczęszczała do lokalnej szkoły podstawowej, a potem uczyli ją rodzice. Później pracowała jako nauczycielka w Escuela San Alberto, a następnie była dyrektorką szkoły średniej dla dziewcząt, której nadano jej imię – Liceo Adela Zamudio.
Pierwszy wiersz Dwie róże napisała w wieku 15 lat. Jej twórczość poetycka była wyrazem jej zaangażowania społecznego – w swoich utworach Zamudio podejmowała tematykę walki społecznej i potępiała opresje kobiet w Boliwii. Opublikowała wiele artykułów postulujących reformy demokratyczne i wzmocnienie praw kobiet w Boliwii, m.in. legalizację rozwodów. W latach 20. XX wieku starła się z przedstawicielami Kościoła katolickiego w Boliwii, domagając się dla kobiet prawa do edukacji świeckiej, ślubu cywilnego i rozwodu. W 1921 roku Zamudio współtworzyła magazyn „Feminiflor” prowadzony przez członkinie organizacji Ateneo Feminino.
W 1926 roku w uznaniu jej zasług miasto Cochabamba przyznało jej nagrodę „Korona wyróżnienia”.

## Upamiętnienie
W dniu jej urodzin 11 października obchodzony jest Dzień Kobiet Boliwijskich.

## Dzieła
- 1887 – Essayos poéticos[6]
- 1890 – Violeta o la princesa azul[6]
- 1906 – El castillo negro[6]
- 1913 – Intimas[6]
- 1914 – Ráfagas[6]
- 1942 – Novelas cortas[6]
- 1943 – Peregrinando[6]
- 1943 – Cuentos breves[6]